# Oberonia rubra
Oberonia rubra är en orkidéart som beskrevs av Henry Nicholas Ridley. Oberonia rubra ingår i släktet Oberonia och familjen orkidéer. Inga underarter finns listade i Catalogue of Life.